# 1964年1月南越政變
1964年南越政變發生於1964年1月30日。這場政變由阮慶將軍領導，旨在推翻以楊文明為首的軍人革命委員會。
阮慶曾在1963年11月推翻吳廷琰的政變扮演了一個小角色，但卻不被重用，而被排除在軍人革命委員會之外，於是聯合了同樣自認為應該在委員會中擔任更好的職位陳善謙、阮文紹兩位將軍，又聯合了阮正詩、杜茂二人，在1月30日黎明發動了一場不流血政變，包圍了軍人委員會成員楊文明、陳文敦、黎文金、尊室訂及枚有春五人的住宅，將他們軟禁在家中。整場政變中被殺的僅有阮文戎一人。
阮慶在這次政變中掌權，因為楊文明在國內的威信，阮慶將他釋放，並出任名義上的國家元首。